# Шестакова, Наталья Абрамовна
Наталья Абрамовна Шестакова (1936, Москва — 22 июня 1993, Москва) — советский и российский филолог, переводчик, театровед.

## Биография
Окончила МИСиС, где получила высшее техническое образование по специальности физическая химия. С 1960 г. работала в институте Гиредмет (Государственный научно-исследовательский и проектный институт редких металлов). В 1970-х годов была членом Комиссии по истории московских улиц, изучала историю театра. Установила многие адреса театральных деятелей, живших в Москве. Среди её работ — картотека домовладений и атлас старой Москвы, а также работы об истории отдельных театров. Проводила экскурсии по Москве. Боролась за сохранение одного из первых кооперативных домов писателей (Большая Дмитровка, дом 20).
Жила на Большой Дмитровке, 20. Похоронена в колумбарии Николо-Архангельского кладбища (урна с прахом).

## Сочинения
- Первый театр Станиславского. М., 1984;
- Проезд Художественного театра, 3. М., 1989;
- Прогулки по театральной Москве. М., 1989;
- Атлас старой Москвы // Архитектура и строительство Москвы. 1990. № 2—7.